# 대한민국의 리 목록 (바)
다음은 대한민국의 리 목록이다. 이 목록은 법정리 기준으로만 작성되었다.

## 바
| 리명       | 소재지 |
| ---------- | --- |
| 박계리     | 충청북도 영동군 학산면 |
| 박곡리     | 대구광역시 달성군 다사읍 경기도 용인시 처인구 백암면 경상북도 고령군 성산면 경상북도 안동시 임동면 경상북도 의성군 안평면 경상북도 청도군 금천면 경상남도 함안군 군북면 |
| 박달리     | 경상북도 경주시 내남면 경상남도 하동군 양보면 |
| 박동리     | 전라남도 강진군 병영면 |
| 박사리     | 경상북도 경산시 와촌면 |
| 박산리     | 세종특별자치시 금남면 전북특별자치도 정읍시 태인면 전라남도 장성군 북일면 |
| 박암리     | 강원특별자치도 춘천시 남면 경상남도 거창군 가북면 |
| 박지리     | 전라남도 신안군 안좌면 |
| 반계리     | 강원특별자치도 원주시 문막읍 충청남도 태안군 원북면 전라남도 해남군 계곡면 경상북도 상주시 모동면 경상북도 영천시 북안면 경상북도 칠곡군 석적읍 |
| 반곡리     | 울산광역시 울주군 언양읍 강원특별자치도 홍천군 서면 강원특별자치도 횡성군 횡성읍 충청남도 논산시 양촌면 충청남도 태안군 태안읍 전북특별자치도 정읍시 칠보면 전라남도 화순군 한천면 경상북도 경산시 남산면 경상북도 문경시 산양면 경상북도 상주시 화동면 경상북도 포항시 북구 신광면 |
| 반교리     | 충청남도 부여군 외산면 전북특별자치도 김제시 용지면 전북특별자치도 완주군 이서면 |
| 반구리     | 경상북도 영주시 장수면 |
| 반동리     | 경상남도 창원시 마산합포구 구산면 |
| 반룡리     | 부산광역시 기장군 장안읍 전북특별자치도 고창군 신림면 전라남도 담양군 담양읍 전라남도 보성군 미력면 |
| 반산리     | 충청남도 부여군 규암면 전라남도 장흥군 장동면 |
| 반석리     | 전라남도 보성군 복내면 |
| 반성리     | 경상북도 고령군 덕곡면 |
| 반송리     | 대구광역시 달성군 옥포읍 울산광역시 울주군 언양읍 충청남도 공주시 이인면 충청남도 논산시 부적면 전북특별자치도 진안군 백운면 |
| 반안리     | 전라남도 영광군 군남면 |
| 반암리     | 강원특별자치도 고성군 거진읍 충청남도 논산시 양촌면 전북특별자치도 고창군 아산면 |
| 반양리     | 충청남도 서산시 해미면 |
| 반연리     | 울산광역시 울주군 언양읍 |
| 반용리     | 전라남도 순천시 외서면 경상남도 사천시 축동면 |
| 반운리     | 경상북도 고령군 개진면 |
| 반월리     | 전북특별자치도 김제시 백구면 전북특별자치도 순창군 복흥면 전북특별자치도 순창군 풍산면 전북특별자치도 진안군 진안읍 전라남도 신안군 안좌면 전라남도 여수시 율촌면 전라남도 장흥군 유치면 경상남도 밀양시 초동면 |
| 반정리     | 경기도 연천군 장남면 경상북도 영천시 북안면 |
| 반제리     | 경기도 안성시 원곡면 |
| 반조원리   | 충청남도 부여군 세도면 |
| 반지리     | 경상남도 진주시 미천면 |
| 반천리     | 울산광역시 울주군 언양읍 강원특별자치도 정선군 임계면 경상남도 산청군 시천면 |
| 반촌리     | 충청남도 공주시 우성면 충청남도 당진시 송악읍 |
| 반포리     | 경상남도 창녕군 남지읍 경상남도 합천군 묘산면 |
| 발리       | 울산광역시 울주군 온양읍 |
| 발랑리     | 경기도 파주시 광탄면 |
| 발리리     | 경상북도 영양군 수비면 |
| 발매리     | 전라남도 신안군 도초면 |
| 발산리     | 경기도 화성시 정남면 강원특별자치도 춘천시 남면 강원특별자치도 춘천시 신북읍 충청북도 보은군 수한면 충청남도 부여군 임천면 충청남도 천안시 동남구 수신면 세종특별자치시 금남면 전북특별자치도 군산시 개정면 전북특별자치도 순창군 금과면 전북특별자치도 익산시 왕궁면 전라남도 장성군 삼계면 경상북도 포항시 남구 동해면 경상남도 진주시 이반성면 |
| 발안리     | 경기도 화성시 향남읍 |
| 발양리     | 충청남도 공주시 이인면 |
| 발연리     | 충청남도 예산군 예산읍 |
| 발이리     | 강원특별자치도 삼척시 도계읍 |
| 발포리     | 전라남도 고흥군 도화면 |
| 방리       | 전라남도 화순군 백아면 경상남도 창녕군 성산면 |
| 방갈리     | 충청남도 태안군 원북면 |
| 방계리     | 충청남도 당진시 송악읍 전북특별자치도 임실군 지사면 |
| 방곡리     | 부산광역시 기장군 정관읍 강원특별자치도 춘천시 남산면 충청북도 괴산군 장연면 충청북도 단양군 대강면 경상남도 산청군 금서면 경상남도 산청군 오부면 경상남도 합천군 용주면 |
| 방광리     | 전라남도 구례군 광의면 |
| 방교리     | 전북특별자치도 정읍시 감곡면 |
| 방기리     | 울산광역시 울주군 삼남읍 |
| 방내리     | 강원특별자치도 강릉시 연곡면 강원특별자치도 홍천군 내면 경상북도 경주시 건천읍 |
| 방도리     | 울산광역시 울주군 온산읍 경기도 광주시 도척면 |
| 방동리     | 강원특별자치도 강릉시 사천면 강원특별자치도 인제군 기린면 강원특별자치도 춘천시 서면 전북특별자치도 남원시 대강면 경상남도 김해시 진영읍 |
| 방량리     | 강원특별자치도 홍천군 영귀미면 |
| 방림리     | 경기도 평택시 포승읍 강원특별자치도 평창군 방림면 |
| 방마리     | 전라남도 영광군 불갑면 |
| 방목리     | 경기도 파주시 군내면 경상남도 산청군 단성면 |
| 방문리     | 충청북도 공주시 우성면 |
| 방북리     | 충청북도 단양군 어상천면 |
| 방산리     | 충청남도 예산군 대술면 전북특별자치도 남원시 대강면 전북특별자치도 순창군 쌍치면 전라남도 나주시 다도면 전라남도 해남군 북일면 경상북도 포항시 남구 장기면 |
| 방서리     | 전라남도 완도군 노화읍 |
| 방석리     | 경상북도 포항시 북구 송라면 |
| 방성리     | 경기도 양주시 백석읍 충청북도 괴산군 문광면 전북특별자치도 순창군 금과면 |
| 방송리     | 전라남도 곡성군 석곡면 경상북도 예천군 용문면 |
| 방수리     | 전북특별자치도 임실군 관촌면 |
| 방신리     | 경기도 안성시 양성면 |
| 방아리     | 경기도 용인시 처인구 남사읍 충청남도 예산군 삽교읍 |
| 방어리     | 경상북도 경주시 외동읍 경상북도 포항시 북구 청하면 |
| 방우리     | 충청남도 금산군 부리면 |
| 방월리     | 전라남도 신안군 안좌면 |
| 방율리     | 경상북도 울진군 기성면 |
| 방음리     | 경상북도 청도군 운문면 |
| 방이리     | 전북특별자치도 무주군 적상면 |
| 방일리     | 경기도 가평군 설악면 |
| 방전리     | 경상북도 영양군 입암면 |
| 방절리     | 강원특별자치도 영월군 영월읍 |
| 방제리     | 강원특별자치도 정선군 신동읍 |
| 방지리     | 경상북도 청도군 금천면 경상북도 청도군 운문면 경상남도 사천시 사남면 |
| 방천리     | 대구광역시 달성군 다사읍 강원특별자치도 화천군 간동면 |
| 방초리     | 경기도 안성시 일죽면 |
| 방촌리     | 전북특별자치도 남원시 금지면 전라남도 장흥군 관산읍 경상남도 진주시 사봉면 |
| 방추리     | 경기도 이천시 장호원읍 |
| 방축리     | 경기도 안성시 양성면 경기도 파주시 광탄면 경기도 평택시 고덕면 경기도 평택시 현덕면 경기도 포천시 가산면 경기도 화성시 향남읍 강원특별자치도 양양군 강현면 충청북도 괴산군 사리면 충청북도 음성군 생극면 충청남도 논산시 은진면 전북특별자치도 고창군 해리면 전북특별자치도 순창군 금과면 전라남도 신안군 증도면 전라남도 해남군 화산면 |
| 방춘리     | 전라남도 해남군 계곡면 |
| 방통리     | 강원특별자치도 철원군 근동면 |
| 방하리     | 강원특별자치도 춘천시 남산면 경상북도 의성군 단촌면 경상남도 거제시 둔덕면 |
| 방하목리   | 충청북도 옥천군 안내면 |
| 방학리     | 충청북도 제천시 백운면 |
| 방한리     | 충청남도 청양군 비봉면 |
| 방현리     | 충청남도 아산시 염치읍 전북특별자치도 임실군 강진면 전북특별자치도 임실군 관촌면 |
| 방화리     | 전북특별자치도 순창군 구림면 경상남도 하동군 북천면 |
| 방흥리     | 충청북도 제천시 청풍면 충청남도 공주시 우성면 경상북도 포항시 북구 죽장면 |
| 배덕리     | 전북특별자치도 남원시 주천면 |
| 배둔리     | 경상남도 고성군 회화면 |
| 배방리     | 경상북도 안동시 길안면 |
| 배봉리     | 강원특별자치도 고성군 현내면 |
| 배산리     | 전라남도 장흥군 장동면 |
| 배양리     | 경기도 남양주시 진건읍 |
| 배점리     | 경상북도 영주시 순흥면 |
| 배춘리     | 경상남도 사천시 축동면 |
| 배태리     | 경기도 안성시 삼죽면 |
| 백리       | 경기도 화성시 정남면 경상북도 고령군 덕곡면 경상북도 영주시 풍기읍 |
| 백계리     | 전라남도 영암군 덕진면 전라남도 장성군 장성읍 |
| 백곡리     | 경기도 화성시 마도면 충청남도 청양군 정산면 전라남도 곡성군 고달면 경상남도 의령군 정곡면 |
| 백교리     | 충청남도 공주시 유구읍 |
| 백구리     | 전북특별자치도 김제시 백구면 |
| 백금리     | 충청남도 청양군 남양면 |
| 백길리     | 부산광역시 기장군 철마면 |
| 백달리     | 강원특별자치도 횡성군 우천면 |
| 백덕리     | 강원특별자치도 철원군 근북면 |
| 백도리     | 전북특별자치도 완주군 비봉면 |
| 백동리     | 전라남도 담양군 담양읍 전라남도 진도군 임회면 |
| 백둔리     | 경기도 가평군 북면 |
| 백련리     | 전북특별자치도 부안군 하서면 전북특별자치도 임실군 강진면 전라남도 구례군 구례읍 경상남도 하동군 진교면 |
| 백령리     | 경기도 연천군 백학면 |
| 백록리     | 전라남도 순천시 주암면 경상남도 양산시 하북면 |
| 백룡리     | 충청남도 공주시 신풍면 |
| 백미리     | 경기도 화성시 서신면 |
| 백봉리     | 경기도 용인시 처인구 백암면 경기도 평택시 청북읍 충청북도 괴산군 청안면 |
| 백사리     | 전라남도 나주시 공산면 |
| 백산리     | 전북특별자치도 순창군 순창읍 전북특별자치도 정읍시 신태인읍 전라남도 신안군 자은면 경상북도 고령군 쌍림면 경상남도 밀양시 하남읍 경상남도 함안군 법수면 |
| 백석리     | 경기도 여주시 세종대왕면 경기도 연천군 미산면 경기도 파주시 파주읍 충청북도 보은군 산외면 충청남도 논산시 연산면 충청남도 당진시 순성면 전북특별자치도 부안군 주산면 경상북도 영덕군 병곡면 경상북도 예천군 효자면 |
| 백석포리   | 충청남도 아산시 영인면 |
| 백송리     | 경상북도 예천군 호명면 |
| 백신리     | 경상북도 영주시 풍기읍 |
| 백아리     | 인천광역시 옹진군 덕적면 |
| 백안리     | 경기도 양평군 양평읍 경상북도 경산시 압량읍 |
| 백암리     | 경기도 용인시 처인구 백암면 충청남도 금산군 복수면 충청남도 아산시 염치읍 전북특별자치도 정읍시 칠보면 전북특별자치도 진안군 백운면 전라남도 영광군 백수읍 전라남도 장성군 북이면 전라남도 화순군 능주면 경상남도 합천군 대양면 |
| 백야리     | 충청북도 음성군 금왕읍 전라남도 여수시 화정면 전라남도 해남군 해남읍 경상남도 의령군 지정면 |
| 백양리     | 강원특별자치도 춘천시 남산면 강원특별자치도 철원군 원남면 충청북도 괴산군 감물면 전북특별자치도 고창군 무장면 전라남도 고흥군 동일면 전라남도 영광군 군남면 |
| 백여리     | 전북특별자치도 완주군 구이면 |
| 백역리     | 경상남도 합천군 쌍백면 |
| 백연리     | 경기도 파주시 군내면 경상남도 함양군 함양읍 |
| 백옥포리   | 강원특별자치도 평창군 용평면 |
| 백용리     | 전라남도 화순군 동면 |
| 백우리     | 경기도 이천시 백사면 |
| 백운리     | 강원특별자치도 평창군 미탄면 충청북도 옥천군 청산면 전북특별자치도 장수군 산서면 전북특별자치도 정읍시 고부면 전라남도 함평군 신광면 전라남도 화순군 청풍면 경상북도 성주군 수륜면 경상북도 칠곡군 지천면 경상남도 산청군 단성면 경상남도 함양군 백전면 |
| 백의리     | 경기도 연천군 청산면 |
| 백일리     | 전북특별자치도 남원시 산내면 전라남도 고흥군 과역면 |
| 백자리     | 경기도 여주시 산북면 충청북도 단양군 영춘면 충청남도 천안시 동남구 수신면 경상북도 구미시 무을면 경상북도 안동시 길안면 경상북도 청송군 현서면 |
| 백자전리   | 충청북도 영동군 용산면 |
| 백전리     | 강원특별자치도 정선군 화암면 경상북도 상주시 외서면 경상북도 성주군 성주읍 경상북도 예천군 예천읍 |
| 백지리     | 충청북도 옥천군 이원면 |
| 백천리     | 충청남도 청양군 청양읍 경상남도 함양군 함양읍 |
| 백청리     | 경상북도 영덕군 창수면 |
| 백촌리     | 강원특별자치도 고성군 토성면 |
| 백토리     | 경기도 화성시 향남읍 |
| 백포리     | 전라남도 해남군 현산면 |
| 백학리     | 대구광역시 군위군 산성면 전라남도 영광군 영광읍 경상북도 상주시 모서면 |
| 백현리     | 충청북도 보은군 속리산면 충청북도 청주시 청원구 오창읍 경상북도 구미시 산동읍 |
| 백호리     | 전라남도 함평군 대동면 전라남도 해남군 옥천면 |
| 백화리     | 전북특별자치도 진안군 안천면 |
| 번도리     | 경기도 여주시 세종대왕면 |
| 번암리     | 세종특별자치시 조치원읍 |
| 번천리     | 강원특별자치도 삼척시 하장면 |
| 벌교리     | 전라남도 보성군 벌교읍 |
| 벌당리     | 경상남도 진주시 미천면 |
| 벌방리     | 경상북도 예천군 감천면 |
| 벌영리     | 경상북도 영덕군 영해면 |
| 벌정리     | 전라남도 강진군 신전면 |
| 벌지리     | 경상북도 고령군 다산면 |
| 벌천리     | 충청북도 단양군 단성면 |
| 범계리     | 전라남도 곡성군 목사동면 |
| 범곡리     | 경상북도 경주시 문무대왕면 경상북도 청도군 화양읍 |
| 범도리     | 경상남도 밀양시 단장면 |
| 범부리     | 강원특별자치도 양양군 서면 |
| 범아리     | 경상남도 하동군 고전면 |
| 범어리     | 경상남도 양산시 물금읍 |
| 범왕리     | 경상남도 하동군 화개면 |
| 범평리     | 경상남도 밀양시 초동면 |
| 범학리     | 경상남도 산청군 산청읍 |
| 범화리     | 충청북도 영동군 학산면 |
| 법리       | 경상북도 고령군 운수면 |
| 법곡리     | 전라남도 해남군 계곡면 |
| 법기리     | 경상남도 양산시 동면 |
| 법대리     | 경상남도 하동군 옥종면 |
| 법동리     | 충청북도 충주시 노은면 경상남도 거제시 거제면 |
| 법산리     | 충청남도 태안군 소원면 |
| 법성리     | 전북특별자치도 익산시 용안면 전라남도 영광군 법성면 |
| 법송리     | 경상남도 통영시 도산면 |
| 법수리     | 충청북도 보은군 회남면 |
| 법수치리   | 강원특별자치도 양양군 현북면 |
| 법원리     | 경기도 파주시 법원읍 |
| 법전리     | 경기도 안성시 미양면 경상북도 봉화군 법전면 경상북도 성주군 가천면 |
| 법주리     | 강원특별자치도 횡성군 우천면 충청북도 보은군 내북면 |
| 법지리     | 전북특별자치도 고창군 신림면 |
| 법천리     | 강원특별자치도 원주시 부론면 |
| 법평리     | 경상남도 산청군 차황면 |
| 법화리     | 충청북도 영동군 용산면 충청북도 옥천군 청산면 경상북도 영천시 화북면 |
| 법흥리     | 경기도 파주시 탄현면 강원특별자치도 영월군 무릉도원면 경상남도 밀양시 단장면 |
| 벽계리     | 충청남도 홍성군 광천읍 경상남도 의령군 궁류면 |
| 벽교리     | 전라남도 보성군 회천면 |
| 벽라리     | 전라남도 화순군 화순읍 |
| 벽산리     | 전라남도 나주시 세지면 |
| 벽송리     | 전북특별자치도 고창군 신림면 전라남도 화순군 남면 |
| 벽암리     | 충청북도 진천군 진천읍 |
| 벽오리     | 충청남도 서천군 마산면 |
| 벽용리     | 충청남도 부여군 양화면 |
| 벽지리     | 충청북도 보은군 탄부면 전라남도 화순군 도암면 |
| 벽천리     | 충청남도 청양군 청양읍 |
| 벽파리     | 전라남도 진도군 고군면 |
| 변둔리     | 충청북도 보은군 마로면 |
| 변천리     | 전라남도 화순군 춘양면 |
| 별리       | 충청남도 예산군 신암면 |
| 별곡리     | 충청북도 단양군 단양읍 |
| 별방리     | 충청북도 단양군 영춘면 |
| 별암리     | 경상북도 문경시 호계면 |
| 병곡리     | 경상북도 영덕군 병곡면 경상남도 거창군 북상면 |
| 병내리     | 강원특별자치도 평창군 대관령면 |
| 병동리     | 전라남도 장흥군 장평면 경상남도 김해시 한림면 |
| 병방리     | 경상북도 의성군 단촌면 |
| 병배리     | 경상남도 합천군 덕곡면 |
| 병부리     | 경상북도 청송군 파천면 |
| 병사리     | 충청남도 논산시 노성면 |
| 병산리     | 부산광역시 기장군 정관읍 경기도 양평군 강상면 경상북도 안동시 풍천면 경상북도 영주시 단산면 경상남도 고성군 삼산면 |
| 병수리     | 대구광역시 군위군 효령면 |
| 병암리     | 충청북도 음성군 생극면 충청북도 청주시 상당구 가덕면 충청남도 논산시 가야곡면 전북특별자치도 임실군 관촌면 경상북도 상주시 공검면 경상북도 영천시 대창면 |
| 병옥리     | 경상북도 영양군 입암면 |
| 병원리     | 충청북도 보은군 수한면 |
| 병정리     | 경상남도 산청군 산청읍 |
| 병지방리   | 강원특별자치도 횡성군 갑천면 |
| 병천리     | 충청남도 천안시 동남구 동면 경상남도 하동군 옥종면 |
| 병촌리     | 충청남도 논산시 성동면 |
| 병포리     | 경상북도 포항시 남구 구룡포읍 |
| 병풍리     | 전라남도 담양군 대전면 전라남도 신안군 증도면 |
| 보계리     | 경상북도 영주시 부석면 |
| 보곡리     | 경상북도 예천군 효자면 |
| 보광리     | 강원특별자치도 강릉시 성산면 충청남도 금산군 군북면 경상북도 김천시 감문면 |
| 보구곶리   | 경기도 김포시 월곶면 |
| 보덕리     | 세종특별자치시 전동면 전북특별자치도 군산시 대야면 |
| 보동리     | 경기도 안성시 대덕면 |
| 보라리     | 전라남도 영광군 군서면 |
| 보령리     | 충청남도 보령시 주포면 |
| 보룡리     | 경기도 양평군 단월면 충청북도 음성군 원남면 |
| 보림리     | 전북특별자치도 정읍시 북면 경상북도 영덕군 창수면 |
| 보물리     | 충청남도 공주시 정안면 |
| 보미리     | 경상북도 상주시 화동면 |
| 보발리     | 충청북도 단양군 가곡면 |
| 보산리     | 전라남도 화순군 이서면 경상남도 함양군 지곡면 |
| 보산원리   | 충청남도 천안시 동남구 광덕면 |
| 보생리     | 전라남도 장성군 삼서면 |
| 보석리     | 전북특별자치도 군산시 임피면 |
| 보성리     | 충청남도 천안시 동남구 풍세면 전라남도 보성군 보성읍 경상북도 영천시 청통면 제주특별자치도 서귀포시 대정읍 |
| 보손리     | 경상북도 칠곡군 북삼읍 |
| 보암리     | 경상북도 성주군 월항면 |
| 보여리     | 전라남도 함평군 신광면 |
| 보월리     | 전라남도 화순군 이서면 경상북도 성주군 수륜면 |
| 보은리     | 울산광역시 울주군 삼동면 |
| 보인리     | 경상북도 경산시 진량읍 |
| 보전리     | 전라남도 진도군 지산면 경상남도 고성군 마암면 |
| 보천리     | 충청북도 음성군 원남면 전라남도 고흥군 풍양면 |
| 보체리     | 경기도 안성시 미양면 |
| 보촌리     | 전라남도 담양군 고서면 |
| 보통리     | 경기도 여주시 대신면 경기도 화성시 정남면 강원특별자치도 원주시 지정면 세종특별자치시 연기면 |
| 보현리     | 대구광역시 군위군 소보면 충청남도 서천군 화양면 경상북도 영천시 자양면 |
| 보화리     | 전북특별자치도 정읍시 소성면 |
| 보흥리     | 충청남도 공주시 우성면 |
| 복리       | 경상북도 청송군 안덕면 |
| 복곡리     | 경상북도 영덕군 지품면 |
| 복교리     | 전북특별자치도 군산시 대야면 전라남도 화순군 남면 |
| 복금리     | 충청남도 부여군 충화면 |
| 복길리     | 전라남도 무안군 청계면 |
| 복내리     | 전라남도 보성군 복내면 |
| 복다리     | 전라남도 순천시 주암면 |
| 복당리     | 충청남도 예산군 덕산면 |
| 복대리     | 경기도 여주시 흥천면 충청남도 서천군 판교면 |
| 복덕리     | 충청남도 부여군 외산면 |
| 복룡리     | 충청남도 공주시 이인면 전라남도 무안군 일로읍 전라남도 무안군 청계면 전라남도 신안군 압해읍 |
| 복모리     | 충청남도 천안시 서북구 성환읍 |
| 복산리     | 전라남도 여수시 소라면 |
| 복성리     | 대구광역시 군위군 소보면 전라남도 순천시 해룡면 경상북도 칠곡군 약목면 |
| 복실리     | 전북특별자치도 순창군 순창읍 |
| 복안리     | 울산광역시 울주군 두서면 |
| 복암리     | 전라남도 나주시 다시면 전라남도 화순군 동면 |
| 복용리     | 전라남도 나주시 공산면 |
| 복운리     | 충청남도 당진시 송악읍 |
| 복장리     | 경기도 가평군 가평읍 |
| 복전리     | 경상북도 김천시 대항면 |
| 복지리     | 경기도 양주시 백석읍 |
| 복천리     | 전라남도 함평군 학교면 |
| 복탄리     | 충청북도 충주시 소태면 |
| 복평리     | 경기도 안성시 보개면 충청북도 제천시 한수면 전라남도 영광군 대마면 전라남도 해남군 해남읍 |
| 복포리     | 경기도 양평군 양서면 |
| 복현리     | 충청북도 청주시 청원구 오창읍 |
| 복호리     | 전라남도 신안군 안좌면 |
| 복흥리     | 전북특별자치도 임실군 관촌면 전북특별자치도 정읍시 북면 전라남도 장흥군 장평면 전라남도 함평군 신광면 |
| 본리       | 충청북도 충주시 대소원면 충청남도 당진시 순성면 경상북도 예천군 호명면 |
| 본곡리     | 경상남도 합천군 덕곡면 |
| 본관리     | 경상북도 고령군 대가야읍 |
| 본궁리     | 강원특별자치도 홍천군 북방면 |
| 본당리     | 충청남도 당진시 송악읍 |
| 본대리     | 충청북도 음성군 금왕읍 |
| 본덕리     | 전북특별자치도 부안군 동진면 |
| 본두리     | 경기도 여주시 가남읍 |
| 본리리     | 대구광역시 달성군 논공읍 대구광역시 달성군 옥포읍 대구광역시 달성군 화원읍 경상북도 고령군 덕곡면 경상북도 성주군 용암면 |
| 본말리     | 대구광역시 달성군 유가읍 |
| 본산리     | 경상남도 김해시 진영읍 |
| 본성리     | 충청북도 음성군 맹동면 |
| 본신리     | 경상북도 영양군 수비면 |
| 본양리     | 전라남도 나주시 왕곡면 |
| 본의리     | 충청남도 청양군 목면 |
| 본정리     | 경기도 평택시 팽성읍 |
| 본죽리     | 경기도 이천시 율면 |
| 본천리     | 경상남도 합천군 율곡면 |
| 본초리     | 경상남도 창녕군 대지면 |
| 본촌리     | 경상남도 사천시 곤명면 |
| 본평리     | 충청북도 충주시 앙성면 |
| 본포리     | 경상북도 예천군 호명면 경상남도 창원시 의창구 동읍 |
| 볼음도리   | 인천광역시 강화군 서도면 |
| 봉리       | 대구광역시 달성군 유가읍 전라남도 신안군 지도읍 |
| 봉가리     | 경기도 화성시 송산면 |
| 봉갑리     | 충청남도 공주시 신풍면 전라남도 보성군 문덕면 |
| 봉강리     | 전북특별자치도 임실군 성수면 전라남도 보성군 회천면 경상북도 상주시 외서면 경상남도 진주시 집현면 경상남도 창원시 의창구 동읍 |
| 봉계리     | 울산광역시 울주군 두동면 충청북도 보은군 산외면 경상북도 성주군 벽진면 경상북도 칠곡군 왜관읍 경상북도 포항시 북구 기계면 경상북도 포항시 북구 죽장면 경상남도 거창군 고제면 경상남도 사천시 곤명면 경상남도 합천군 봉산면 |
| 봉곡리     | 충청북도 영동군 양산면 충청북도 음성군 금왕읍 충청남도 공주시 반포면 경상북도 구미시 선산읍 경상북도 김천시 농소면 경상남도 의령군 지정면 경상남도 진주시 사봉면 경상남도 창원시 마산합포구 진전면 경상남도 창원시 의창구 동읍 경상남도 합천군 묘산면 |
| 봉교리     | 충청남도 당진시 송악읍 |
| 봉기리     | 경상북도 청도군 풍각면 경상남도 합천군 용주면 |
| 봉길리     | 경상북도 경주시 문무대왕면 |
| 봉남리     | 경기도 평택시 진위면 충청남도 서천군 마서면 전라남도 구례군 구례읍 전라남도 영광군 염산면 경상북도 구미시 선산읍 |
| 봉농리     | 충청남도 아산시 도고면 |
| 봉능리     | 전라남도 보성군 조성면 |
| 봉당리     | 충청남도 보령시 주포면 전라남도 광양시 봉강면 |
| 봉대리     | 세종특별자치시 전동면 전북특별자치도 남원시 아영면 경상남도 하동군 악양면 |
| 봉덕리     | 충청남도 보령시 남포면 전북특별자치도 고창군 아산면 전북특별자치도 부안군 부안읍 전북특별자치도 순창군 복흥면 전북특별자치도 장수군 천천면 전라남도 고흥군 도덕면 전라남도 순천시 승주읍 전라남도 순천시 황전면 전라남도 장성군 장성읍 전라남도 장흥군 유치면 |
| 봉동리     | 충청남도 논산시 연무읍 전라남도 곡성군 오산면 전라남도 구례군 구례읍 전라남도 장흥군 장동면 경상남도 고성군 회화면 |
| 봉두리     | 전라남도 여수시 소라면 경상북도 성주군 금수강산면 경상남도 의령군 가례면 |
| 봉락리     | 충청남도 서산시 부석면 |
| 봉래리     | 전라남도 순천시 상사면 |
| 봉룡리     | 전라남도 고흥군 도화면 |
| 봉림리     | 대구광역시 군위군 산성면 충청북도 영동군 학산면 충청남도 예산군 봉산면 전라남도 강진군 옴천면 전라남도 고흥군 포두면 전라남도 보성군 벌교읍 전라남도 순천시 별량면 전라남도 장흥군 장평면 경상남도 고성군 영현면 경상남도 김해시 생림면 |
| 봉명리     | 경기도 용인시 처인구 남사읍 충청남도 공주시 계룡면 충청남도 서천군 화양면 강원특별자치도 춘천시 동산면 강원특별자치도 횡성군 청일면 전라남도 무안군 몽탄면 전라남도 완도군 고금면 |
| 봉무리     | 경기도 용인시 처인구 남사읍 |
| 봉발리     | 경상남도 고성군 영현면 |
| 봉북리     | 전라남도 구례군 구례읍 |
| 봉비리     | 충청북도 보은군 장안면 |
| 봉산리     | 대구광역시 군위군 우보면 경기도 안성시 고삼면 강원특별자치도 정선군 임계면 강원특별자치도 평창군 진부면 충청북도 청주시 흥덕구 오송읍 충청남도 부여군 옥산면 세종특별자치시 조치원읍 전북특별자치도 고창군 고수면 전북특별자치도 완주군 비봉면 전라남도 고흥군 도화면 전라남도 무안군 몽탄면 전라남도 보성군 보성읍 전라남도 보성군 웅치면 전라남도 순천시 송광면 경상북도 고령군 우곡면 경상북도 구미시 산동면 경상북도 김천시 아포읍 경상북도 상주시 공성면 경상북도 영덕군 달산면 경상북도 울진군 기성면 경상북도 칠곡군 기산면 경상남도 거창군 고제면 경상남도 창녕군 계성면 경상남도 창원시 의창구 동읍 경상남도 함양군 안의면 |
| 봉상리     | 경기도 양평군 단월면 전라남도 진도군 임회면 경상북도 상주시 은척면 |
| 봉생리     | 충청남도 당진시 정미면 충청남도 서산시 고북면 |
| 봉서리     | 경기도 파주시 파주읍 충청남도 홍성군 금마면 전북특별자치도 장수군 산서면 전라남도 구례군 구례읍 전라남도 담양군 금성면 경상북도 문경시 호계면 |
| 봉선리     | 충청남도 서천군 시초면 전라남도 완도군 생일면 |
| 봉성리     | 경기도 김포시 하성면 경기도 양평군 양평읍 충청남도 당진시 정미면 충청남도 보령시 미산면 경상북도 봉화군 봉성면 경상남도 함안군 함안면 제주특별자치도 제주시 애월읍 |
| 봉소리     | 대구광역시 군위군 소보면 인천광역시 강화군 교동면 충청북도 영동군 학산면 충청남도 당진시 순성면 전라남도 영암군 시종면 |
| 봉수리     | 경기도 가평군 상면 |
| 봉신리     | 충청남도 홍성군 홍북읍 |
| 봉안리     | 세종특별자치시 장군면 전라남도 담양군 무정면 |
| 봉암리     | 경기도 양주시 은현면 경기도 파주시 파주읍 충청남도 청양군 남양면 세종특별자치시 금남면 세종특별자치시 연서면 전북특별자치도 고창군 부안면 전북특별자치도 진안군 부귀면 전라남도 고흥군 도양읍 경상북도 영주시 안정면 경상북도 칠곡군 동명면 경상남도 고성군 동해면 경상남도 창녕군 영산면 경상남도 창원시 마산합포구 진전면 |
| 봉양리     | 강원특별자치도 정선군 정선읍 충청북도 제천시 봉양읍 충청남도 천안시 동남구 성남면 전북특별자치도 정읍시 입암면 전라남도 고흥군 풍양면 경상북도 봉화군 봉성면 경상북도 성주군 수륜면 경상북도 의성군 안계면 |
| 봉영리     | 전라남도 고흥군 동일면 |
| 봉오리     | 강원특별자치도 화천군 상서면 |
| 봉원리     | 경상남도 고성군 하이면 |
| 봉월리     | 전북특별자치도 김제시 황산면 |
| 봉의리     | 전북특별자치도 김제시 용지면 경상남도 밀양시 산내면 |
| 봉일천리   | 경기도 파주시 조리읍 |
| 봉재리     | 충청남도 아산시 둔포면 |
| 봉전리     | 충청북도 음성군 소이면 전라남도 곡성군 석곡면 전라남도 여수시 율촌면 경상북도 영덕군 남정면 경상남도 함양군 서하면 |
| 봉정리     | 강원특별자치도 정선군 여량면 충청남도 부여군 석성면 전라남도 곡성군 죽곡면 전라남도 보성군 문덕면 경상북도 문경시 산양면 경상북도 성주군 초전면 경상북도 의성군 다인면 |
| 봉조리     | 전라남도 곡성군 오곡면 |
| 봉죽리     | 충청북도 진천군 문백면 경상북도 영천시 금호읍 |
| 봉중리     | 경상북도 상주시 은척면 |
| 봉천리     | 전북특별자치도 임실군 오수면 전라남도 보성군 복내면 경상북도 김천시 남면 |
| 봉촌리     | 대구광역시 달성군 하빈면 경상북도 상주시 화서면 경상남도 함안군 칠북면 |
| 봉치리     | 경상남도 고성군 개천면 |
| 봉평리     | 강원특별자치도 고성군 거진읍 충청북도 보은군 보은읍 경상북도 고령군 운수면 경상북도 울진군 죽변면 |
| 봉포리     | 강원특별자치도 고성군 토성면 |
| 봉하리     | 전라남도 화순군 도암면 경상북도 청도군 운문면 |
| 봉학리     | 전북특별자치도 진안군 정천면 전라남도 해남군 삼산면 경상북도 성주군 벽진면 |
| 봉한리     | 경상북도 구미시 고아읍 |
| 봉항리     | 충청남도 천안시 동남구 병천면 |
| 봉현리     | 경기도 광주시 곤지암읍 충청북도 영동군 영동읍 충청북도 음성군 맹동면 충청남도 공주시 우성면 전북특별자치도 임실군 삼계면 경상남도 고성군 하이면 |
| 봉호리     | 강원특별자치도 고성군 간성읍 전라남도 영암군 도포면 |
| 봉화리     | 경상남도 남해군 삼동면 |
| 봉황리     | 대구광역시 군위군 소보면 충청북도 보은군 내북면 충청북도 충주시 중앙탑면 전북특별자치도 부안군 동진면 전라남도 강진군 도암면 전라남도 강진군 칠량면 전라남도 담양군 금성면 경상남도 밀양시 초동면 |
| 봉회리     | 경상북도 경산시 진량읍 |
| 부리       | 대구광역시 달성군 현풍읍 경기도 양평군 개군면 경상북도 고령군 개진면 경상북도 영천시 고경면 경상남도 산청군 산청읍 경상남도 산청군 차황면 |
| 부강리     | 세종특별자치시 부강면 |
| 부거리     | 전북특별자치도 김제시 백산면 |
| 부경리     | 경상북도 영덕군 남정면 |
| 부계리     | 경상북도 영천시 화산면 경상남도 진주시 사봉면 |
| 부곡리     | 대구광역시 달성군 다사읍 경기도 양주시 장흥면 경기도 연천군 연천읍 경기도 파주시 파주읍 강원특별자치도 횡성군 강림면 충청남도 공주시 사곡면 충청남도 당진시 송산면 충청남도 당진시 송악읍 전북특별자치도 고창군 고수면 전북특별자치도 군산시 나포면 전북특별자치도 부안군 보안면 전북특별자치도 익산시 성당면 전라남도 해남군 황산면 전라남도 화순군 춘양면 경상북도 문경시 호계면 경상북도 상주시 공검면 경상북도 영덕군 축산면 경상북도 청송군 진보면 경상북도 청송군 청송읍 경상남도 창녕군 부곡면 경상남도 창녕군 유어면 |
| 부교리     | 전북특별자치도 김제시 용지면 |
| 부구리     | 경기도 여주시 점동면 경상북도 울진군 북면 |
| 부귀리     | 강원특별자치도 춘천시 북산면 |
| 부근리     | 인천광역시 강화군 하점면 |
| 부기리     | 충청남도 홍성군 갈산면 경상북도 경산시 진량읍 |
| 부길리     | 전라남도 해남군 화산면 |
| 부남리     | 강원특별자치도 삼척시 근덕면 충청남도 계룡시 신도안면 |
| 부덕리     | 전북특별자치도 고창군 성내면 |
| 부동리     | 강원특별자치도 횡성군 갑천면 세종특별자치시 연서면 전라남도 해남군 산이면 |
| 부릉리     | 충청북도 영동군 용산면 |
| 부목리     | 경상남도 함안군 대산면 |
| 부봉리     | 경상남도 함안군 산인면 |
| 부사리     | 충청남도 서천군 서면 |
| 부사원리   | 강원특별자치도 홍천군 북방면 |
| 부산리     | 충청북도 제천시 청풍면 충청남도 서산시 음암면 경상북도 영천시 신녕면 경상남도 창원시 마산합포구 진북면 |
| 부상리     | 충청북도 영동군 용산면 경상북도 김천시 남면 |
| 부성리     | 충청북도 괴산군 청천면 전라남도 장성군 삼계면 |
| 부소치리   | 강원특별자치도 양양군 손양면 |
| 부송리     | 충청남도 천안시 서북구 직산읍 전북특별자치도 고창군 신림면 |
| 부수리     | 충청북도 보은군 회인면 충청남도 당진시 신평면 경상남도 합천군 적중면 |
| 부안리     | 경기도 양평군 단월면 |
| 부암리     | 충청남도 금산군 진산면 경상북도 문경시 산양면 |
| 부야리     | 경상북도 청도군 청도읍 |
| 부여두리   | 충청남도 부여군 규암면 |
| 부연리     | 충청북도 청주시 청원구 북이면 |
| 부용리     | 경기도 양평군 양서면 충청북도 영동군 영동읍 세종특별자치시 금남면 전북특별자치도 김제시 백구면 |
| 부용외천리 | 충청북도 청주시 서원구 남이면 |
| 부운리     | 전북특별자치도 남원시 산내면 |
| 부윤리     | 충청북도 음성군 대소면 경상남도 남해군 창선면 |
| 부인리     | 충청남도 논산시 부적면 |
| 부일리     | 경상북도 경산시 용성면 경상북도 청송군 주왕산면 |
| 부장리     | 충청남도 당진시 우강면 충청남도 서산시 음암면 |
| 부저리     | 전라남도 광양시 봉강면 |
| 부적리     | 경상북도 경산시 압량읍 |
| 부절리     | 전북특별자치도 남원시 산동면 |
| 부제리     | 경상북도 경산시 용성면 |
| 부지리     | 경상북도 경주시 내남면 |
| 부창리     | 강원특별자치도 횡성군 공근면 |
| 부초리     | 경상북도 예천군 은풍면 |
| 부촌리     | 강원특별자치도 화천군 상서면 |
| 부춘리     | 전라남도 영광군 불갑면 전라남도 장흥군 부산면 경상남도 거제시 동부면 경상남도 하동군 화개면 |
| 부평리     | 경기도 남양주시 진접읍 경기도 여주시 강천면 강원특별자치도 인제군 남면 충청남도 홍성군 금마면 전라남도 장흥군 관산읍 경상남도 창원시 마산합포구 진북면 |
| 부포리     | 경상북도 안동시 예안면 경상남도 고성군 상리면 |
| 부필리     | 경기도 이천시 대월면 |
| 부항리     | 경기도 광주시 곤지암읍 경상북도 김천시 증산면 |
| 부호리     | 전라남도 해남군 해남읍 경상북도 경산시 하양읍 |
| 부황리     | 충청남도 논산시 부적면 전라남도 완도군 보길면 |
| 부흥리     | 충청북도 괴산군 청안면 전북특별자치도 임실군 강진면 전라남도 완도군 청산면 전라남도 장성군 장성읍 경상북도 영덕군 남정면 |
| 북리       | 대구광역시 달성군 논공읍 인천광역시 옹진군 덕적면 경기도 용인시 처인구 남사읍 강원특별자치도 인제군 기린면 경상북도 경산시 진량읍 경상북도 영천시 북안면 |
| 북가현리   | 경기도 안성시 보개면 |
| 북계리     | 충청남도 공주시 정안면 |
| 북고리     | 충청남도 부여군 장암면 |
| 북곡리     | 경상북도 봉화군 명호면 |
| 북교리     | 전라남도 장흥군 장동면 |
| 북노리     | 충청북도 제천시 한수면 |
| 북동리     | 강원특별자치도 강릉시 옥계면 강원특별자치도 정선군 화암면 전라남도 나주시 문평면 |
| 북두리     | 경기도 이천시 율면 |
| 북문리     | 충청남도 예산군 덕산면 |
| 북방리     | 강원특별자치도 홍천군 북방면 경상남도 하동군 옥종면 |
| 북변리     | 경상남도 남해군 남해읍 |
| 북부리     | 경상남도 창원시 의창구 대산면 |
| 북분리     | 강원특별자치도 양양군 현남면 |
| 북사리     | 경상북도 경산시 자인면 |
| 북산리     | 경기도 안성시 서운면 충청남도 서천군 문산면 경상북도 구미시 선산읍 |
| 북삼리     | 경기도 연천군 왕징면 |
| 북상리     | 충청북도 단양군 단성면 |
| 북성리     | 인천광역시 강화군 양사면 전라남도 함평군 손불면 |
| 북송리     | 경상북도 포항시 북구 흥해읍 |
| 북수리     | 충청남도 아산시 배방읍 |
| 북실리     | 강원특별자치도 정선군 정선읍 |
| 북쌍리     | 강원특별자치도 영월군 남면 |
| 북암리     | 강원특별자치도 양양군 서면 충청북도 보은군 속리산면 |
| 북양리     | 경기도 화성시 남양읍 |
| 북옥리     | 충청남도 논산시 강경읍 |
| 북장리     | 경상북도 상주시 내서면 |
| 북좌리     | 경기도 안성시 보개면 |
| 북지리     | 경상북도 봉화군 물야면 경상북도 영주시 부석면 경상북도 청도군 매전면 |
| 북진리     | 충청북도 제천시 청풍면 |
| 북창리     | 전북특별자치도 무주군 적상면 |
| 북천리     | 강원특별자치도 횡성군 횡성읍 전북특별자치도 남원시 운봉읍 |
| 북촌리     | 충청남도 부여군 홍산면 경상남도 함안군 함안면 제주특별자치도 제주시 조천읍 |
| 북토리     | 경상북도 경주시 외동읍 |
| 북평리     | 강원특별자치도 양양군 서면 강원특별자치도 정선군 북평면 경상남도 고성군 개천면 |
| 북포리     | 인천광역시 옹진군 백령면 |
| 북하리     | 충청북도 단양군 단성면 |
| 분강리     | 충청남도 공주시 탄천면 |
| 분매리     | 전라남도 신안군 압해읍 |
| 분수리     | 경기도 파주시 광탄면 |
| 분원리     | 경기도 광주시 남종면 |
| 분저리     | 충청북도 보은군 회남면 |
| 분지리     | 충청북도 괴산군 연풍면 |
| 분천리     | 경기도 화성시 봉담읍 충청남도 예산군 오가면 경상북도 봉화군 소천면 경상북도 안동시 도산면 |
| 분토리     | 전라남도 장흥군 대덕읍 전라남도 진도군 군내면 경상북도 의성군 봉양면 |
| 분향리     | 충청남도 청양군 장평면 전라남도 담양군 고서면 전라남도 장성군 남면 |
| 분황리     | 경상북도 상주시 낙동면 |
| 불곡리     | 경기도 양평군 개군면 |
| 불당리     | 경기도 광주시 남한산성면 경기도 안성시 공도읍 |
| 불로리     | 대구광역시 군위군 효령면 |
| 불목리     | 충청북도 보은군 장안면 전라남도 완도군 군외면 |
| 불암리     | 경상북도 문경시 산양면 |
| 불원리     | 충청남도 예산군 신양면 |
| 불이리     | 충청남도 금산군 부리면 |
| 불현리     | 경기도 안성시 보개면 |
| 비리       | 전라남도 신안군 흑산면 |
| 비당리     | 충청남도 부여군 석성면 |
| 비도리     | 충청북도 괴산군 칠성면 |
| 비동리     | 전라남도 장흥군 안양면 |
| 비두리     | 강원특별자치도 원주시 문막읍 |
| 비란리     | 경상남도 남해군 설천면 |
| 비례리     | 충청남도 금산군 추부면 |
| 비룡리     | 경기도 양평군 청운면 충청북도 청주시 서원구 남이면 전북특별자치도 장수군 천천면 전라남도 순천시 주암면 경상북도 상주시 낙동면 |
| 비봉리     | 전북특별자치도 정읍시 옹동면 전라남도 보성군 득량면 경상북도 의성군 의성읍 경상남도 창녕군 부곡면 |
| 비산리     | 충청북도 음성군 소이면 |
| 비상리     | 충청북도 청주시 청원구 내수읍 |
| 비아리     | 강원특별자치도 양구군 동면 |
| 비안도리   | 전북특별자치도 군산시 옥도면 |
| 비암리     | 경기도 양주시 광적면 충청남도 부여군 외산면 |
| 비월리     | 전라남도 순천시 서면 |
| 비자리     | 전라남도 완도군 소안면 |
| 비정리     | 충청남도 부여군 임천면 |
| 비중리     | 충청북도 청주시 청원구 내수읍 |
| 비지리     | 경상북도 경주시 내남면 |
| 비진리     | 경상남도 통영시 한산면 |
| 비차리     | 전라남도 담양군 대덕면 |
| 비촌리     | 전라남도 순천시 상사면 전라남도 순천시 황전면 |
| 비토리     | 경상남도 사천시 서포면 |
| 비파리     | 경상남도 하동군 하동읍 |
| 비평리     | 전라남도 광양시 진상면 |
| 빙계리     | 경상북도 의성군 춘산면 |

## 같이 보기
- 대한민국의 행정 구역 목록